# Eucera fedtschenkoi
Eucera fedtschenkoi är en biart som beskrevs av Dalla Torre 1896. Eucera fedtschenkoi ingår i släktet långhornsbin, och familjen långtungebin. Inga underarter finns listade i Catalogue of Life.